# Chaceon chuni
Chaceon chuni is een krabbensoort uit de familie van de Geryonidae. De wetenschappelijke naam van de soort is voor het eerst geldig gepubliceerd in 1983 door Macpherson.